# Kimura Kenkadō

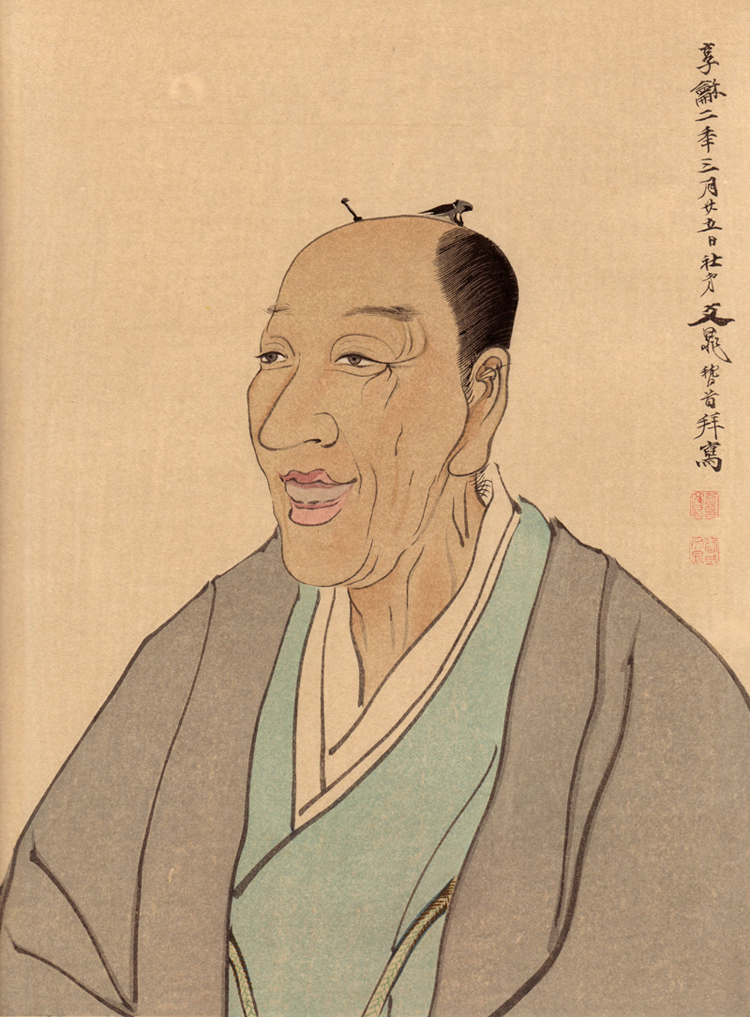
Kimura, gemalt von Tani Bunchō

Landschaft

Kimura Kenkadō (japanisch 木村 蒹葭堂; geb. 29. Dezember 1736 in Osaka; gest. 27. Februar 1802 ebenda, eigentlicher Name Kōkyō (孔恭)) war ein japanischer Maler im Literaten- bzw. Nanga-Stil und Naturforscher. Gerufen wurde er Tsuboiya Kichiemon (坪井屋 吉右衛門).

## Leben und Werk
Kimura betrieb unter dem Namen Tsuboiya Takichi (壺井屋 太吉) in Ōsaka eine Sake-Brauerei, die so gut lief, dass er seine staatlich verordnete Brauquote überschritt und mit Vermögensstrafe und zeitweiliger Verbannung bestraft wurde. Während dieser Zeit wurde er von Mashiyama Sessai (1754–1819) aufgenommen, der selbst literarisch interessiert, auch künstlerisch tätig war und einen großen Bekanntenkreis besaß.
Kimura war vielseitig interessiert. Schon als Kind interessierte er sich für Pflanzen und wurde ein Schüler des Pflanzenkundlers Ono Ranzan (1729–1810). Er beschäftigte sich mit Malerei, studierte unter Ōoka Shumboku (1689–1763), Yanagisawa Kien (1704–1758) und Ike no Taiga, den er besonders schätzte. Er sammelte Bilder und Bücher, schnitt Siegel. Daneben betrieb er auch Naturstudien, sammelte u. a. Steine und Muscheln. Kimura versammelte zahlreiche Künstler und Gelehrte um sich, die er im Notfall auch unterstützte. Zudem studierte er Dichtkunst unter Katayama Hokkai (1723–1790) und war ab 1758 auch Mitglied seines literarischen Zirkels Konton shisha (混沌詩社).
Kimuras eigentlicher Künstlername war Sonsai (遜斎 bzw. 巽斎), üblich wurde Kenkadō, der Name seines Anwesens.  Er besaß nicht nur eine große Zahl von Kunstschätzen, sondern auch Sammlungen von Naturgegenständen, z. B. Steine, in mehreren Schubladen geordnet. Sein Haus zog viele Besucher an, darunter Uragami  Gyokudō, Tanomura Chikuden und Aoki Mokubei. Zu seinen Schriften gehört „Kenkadōs Miszellen“ (蒹葭堂雑録, Kenkadō zatsuroku).
Kimuras Grab befindet sich auf dem Gelände des Tempels Daiō-ji im Stadtteil Esashi-machi des Bezirks Tennōji.

## Bilder

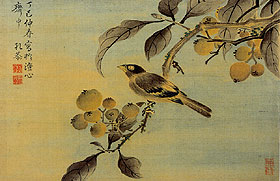
Blumen und Vögel
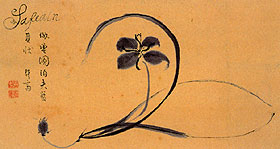
Gräser
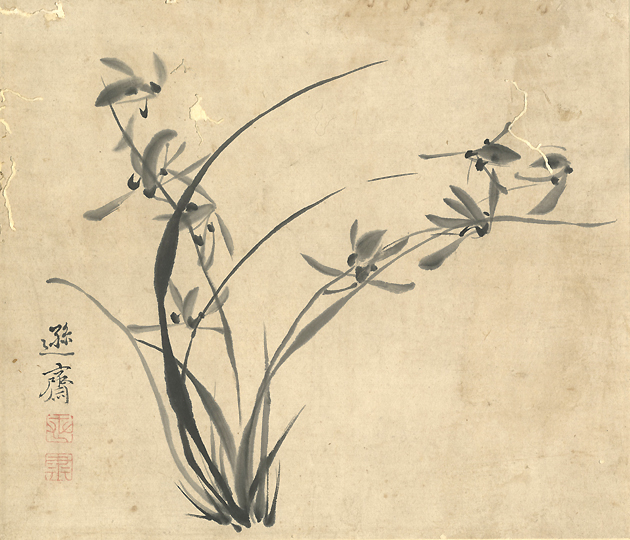
Gräser